# Phoma triticina
Phoma triticina är en lavart som beskrevs av E. Müll. 1952. Phoma triticina ingår i släktet Phoma, ordningen Pleosporales, klassen Dothideomycetes, divisionen sporsäcksvampar och riket svampar.   Inga underarter finns listade i Catalogue of Life.